# Listă de actrițe poloneze
Aceasta este o listă de actrițe poloneze:

Cuprins: Început - 0–9 A B C D E F G H I J K L M N O P Q R S T U V W X Y Z

## A
- Dorota Abbe[1][2][3]
- Karolina Adamczyk[4]
- Bożena Adamek[5]
- Krystyna Adamiec[6]
- Aleksandra Adamska[7]
- Ewa Adamska[8]
- Ina Adrian (Judyta Fogelnest)[9]
- Agnieszka Armatys[10]
- Ewa Agopsowicz-Kula[11][12]
- Olimpia Ajakaiye[13][14]
- Vanessa Aleksander[15][16]
- Lena Amsel[17]

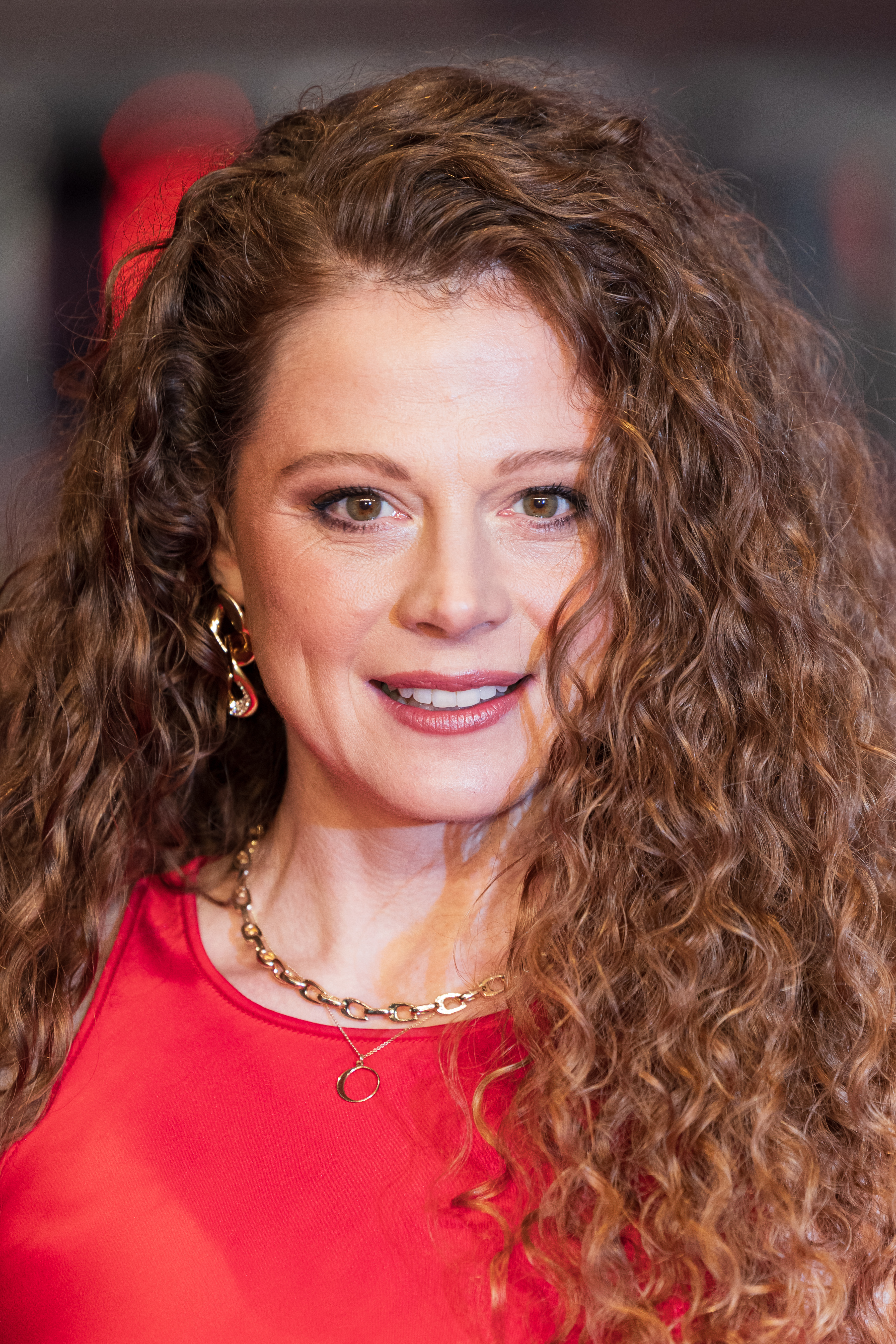
Anja Antonowicz (Berlinale 2023)

- Irena Anders (n. Iryna Jarosewycz. pseudonim Renata Bogdańska)[18][19]

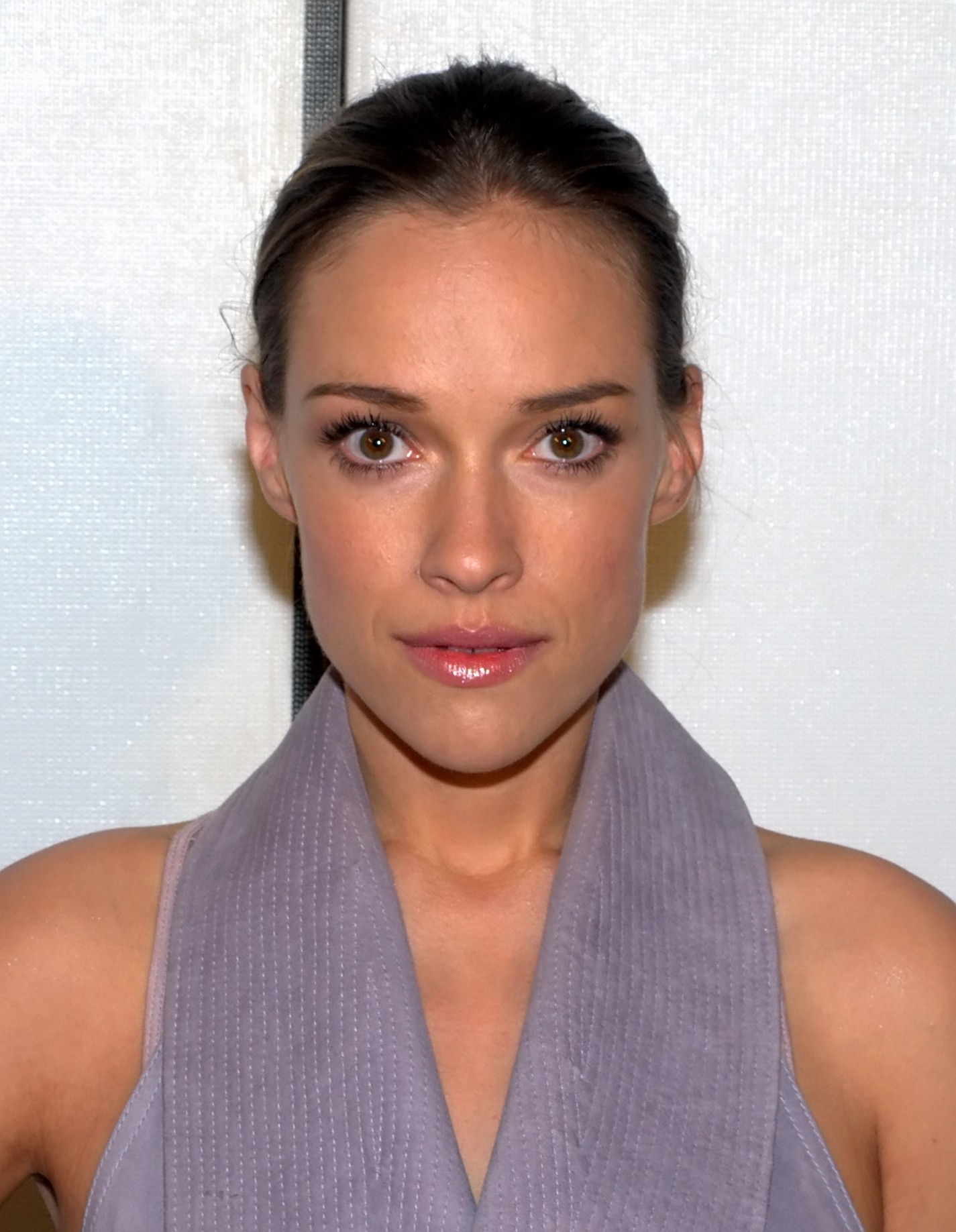
Alicja Bachleda-Curuś

- Nina Andrycz[20][21]
- Jadwiga Andrzejewska[22]
- Krystyna Ankwicz
- Anja Antonowicz[23][24]
- Tamara Arciuch
- Mania Arko
- Violetta Arlak
- Weronika Asińska
- Ewa Audykowska
- Beata Augustyniak
- Aniela Aszpergerowa[25]

## B
- Alicja Bachleda-Curuś[26] născută în Mexic
- Jadwiga Barańska
- Joanna Bartel
- Sara Biala
- Adrianna Biedrzyńska
- Marta Bitner
- Ewa Błaszczyk
- Magdalena Boczarska
- Maria Bogda
- Monika Bolly
- Janina Borońska
- Ligia Branice-Corowczyk
- Małgorzata Braunek
- Barbara Brylska
- Małgorzata Buczkowska
- Katarzyna Bujakiewicz
- Irena Burawska
- Halina Buyno-Łoza
- Agata Buzek
- Martyna Byczkowska

## C
- Iga Cembrzyńska[27]
- Dominika Chorosińska[28]
- Danuta Chudzianka[29]
- Katarzyna Cichopek[30]
- Magdalena Cielecka[31][32]
- Claudia Ciesla (Klaudia Cieśla) - actriță germană și fotomodel de origine poloneză care lucrează în principal în cinematografia indiană[33][34][35]
- Elżbieta Czyżewska[36]

## D
- Izabela Dąbrowska[37]
- Katarzyna Dąbrowska[38]
- Ewa Dałkowska[39][40]
- Oliwia Dabrowska[41]
- Emilia Dankwa[42]
- Maria Debska[43]
- Ewa Demarczyk[44]

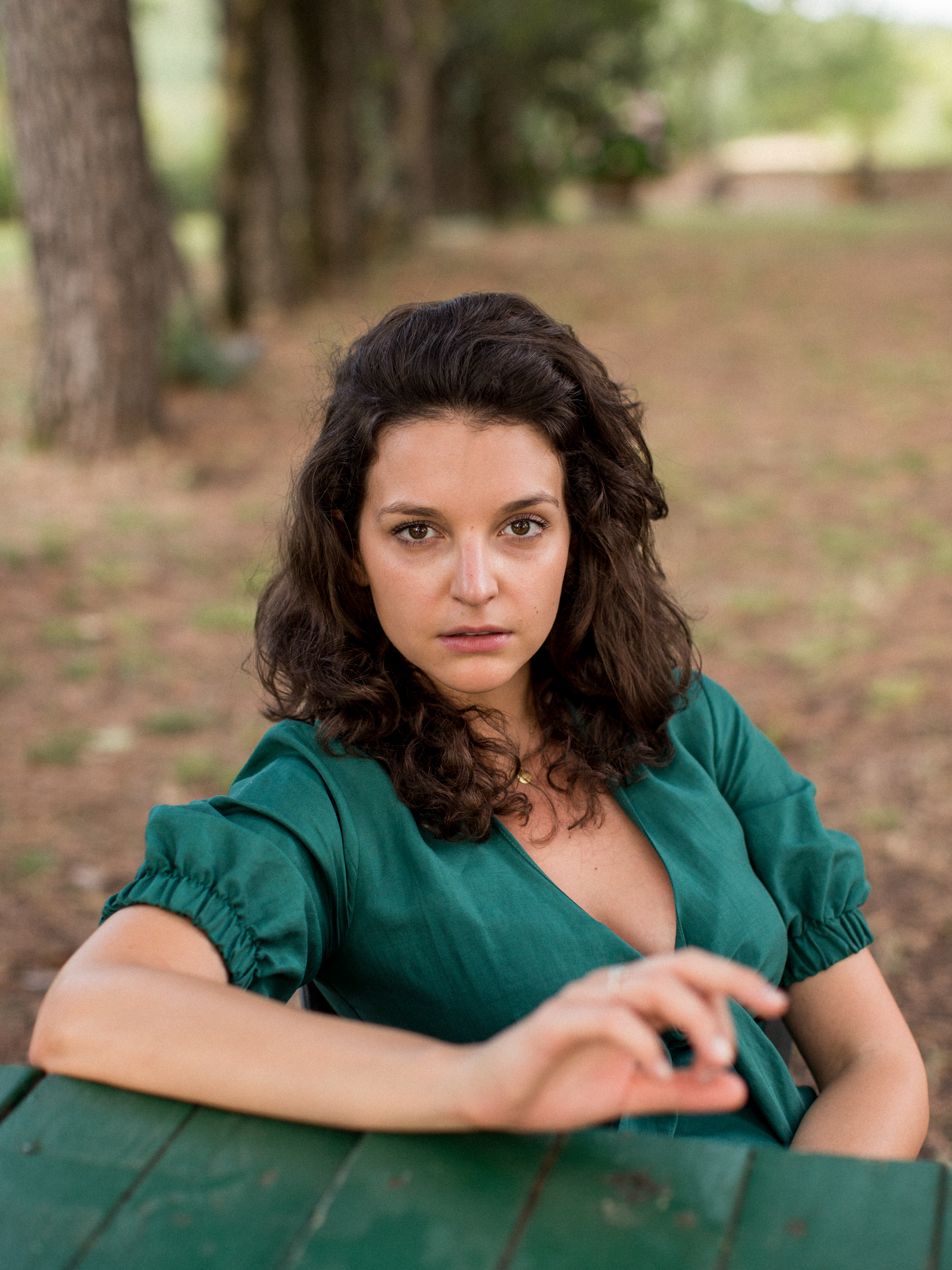
Maria Debska

- Gosia Dobrowolska, actriță australiană de origine poloneză[45]
- Dagmara Domińczyk[46]
- Renata Drössler (născută Worek în Cehia)[47]
- Sandra Drzymalska[48]
- Elisabeth Duda[49]
- Patrycja Durska[50][51]
- Anna Dymna[52]

## F

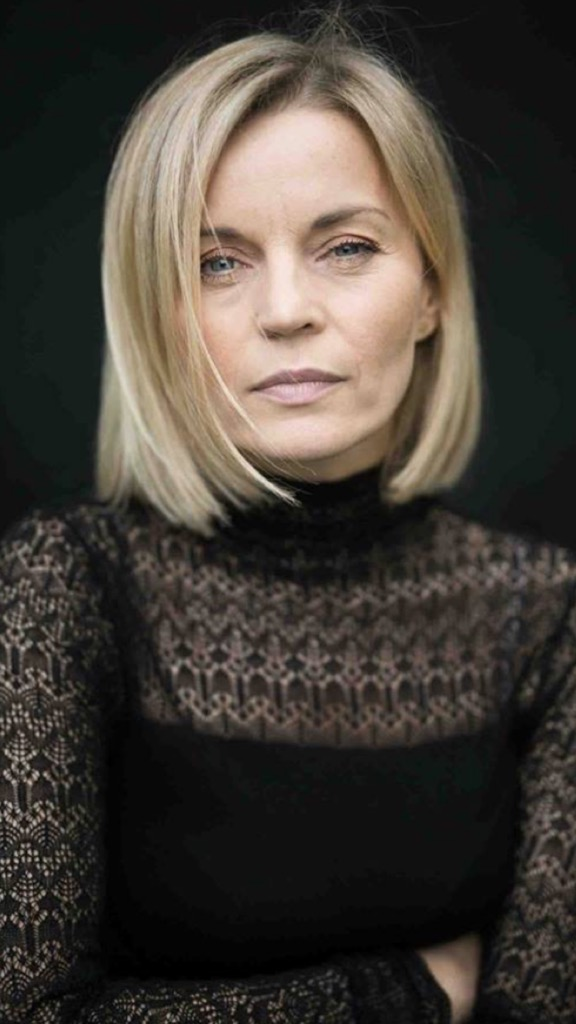
Małgorzata Foremniak în 2021

- Beata Fido
- Katarzyna Figura[53]
- Małgorzata Foremniak[54][55]

## G
- Anna Garwolinska
- Anna Gornostaj
- Karolina Gruszka[56]
- Anna Guzik

## H
- Loda Halama[57]
- Leontyna Halpertowa[58]
- Maja Hirsch
- Antonina Hoffmann[59]
- Maria Homerska
- Vanda Hudson

## J
- Krystyna Janda[60][61]
- Kalina Jędrusik[62][63][64]

## K

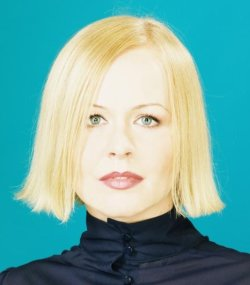
Agnieszka Krukówna

- Ida Kamińska
- Ewa Kasprzyk
- Maria Kaniewska (1911–2005)
- Patricia Kazadi
- Aleksandra Kisio
- Lea Koenig
- Barbara Kostrzewska
- Kasia Kowalska
- Agnieszka Krukówna
- Ewa Krzyżewska
- Joanna Kulig

## L
- Natalia Lesz
- Małgorzata Lorentowicz

## M

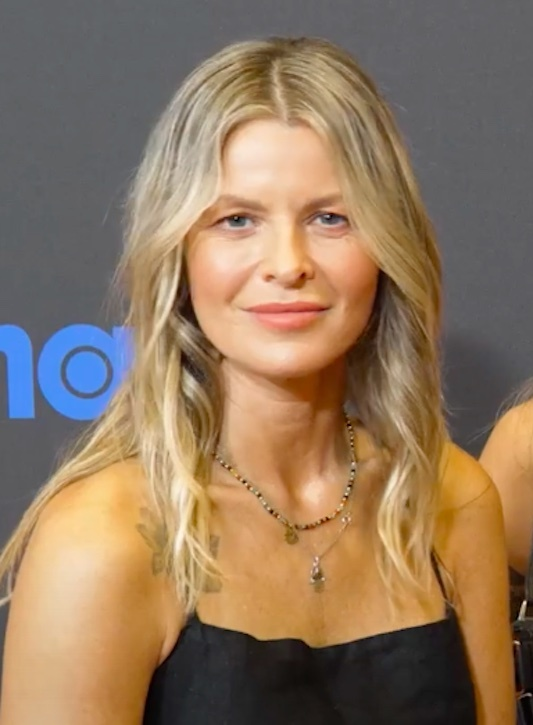
Mandaryna în 2024

- Mandaryna (Marta Katarzyna Wiktoria Wiśniewska, n. 1978)[65]
- Lya Mara, actriță germană de origine poloneză[66][67]
- Mirosława Marcheluk
- Magdalena Mielcarz
- Julia Mierzyńska
- Izabella Miko
- Anna Milewska

## N

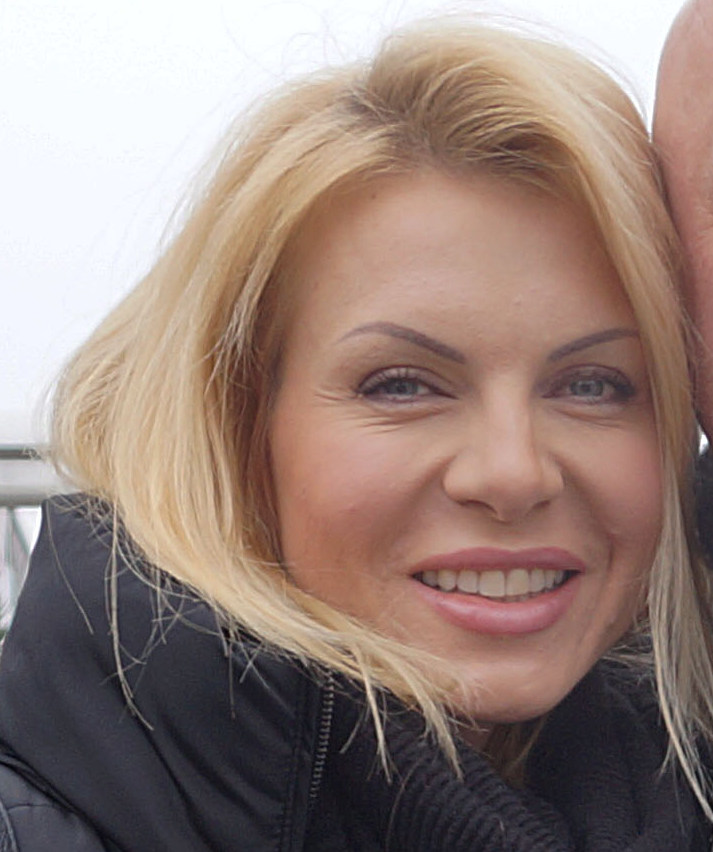
Karolina Nowakowska

- Pola Negri
- Anna Nehrebecka
- Magdalena Nieć
- Karolina Nowakowska[68]

## O

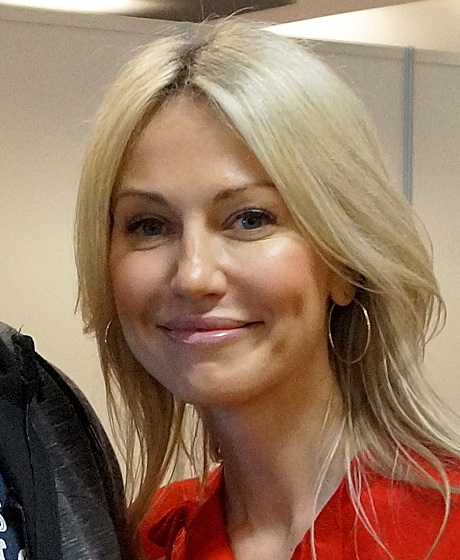
Magdalena Ogórek în 2018

- Ola Obarska
- Magdalena Ogórek
- Teresa Orlowski[69][70]
- Aldona Orman
- Dominika Ostałowska
- Ilona Ostrowska

## P
- Joanna Pacuła
- Maria Peszek
- Ingrid Pitt
- Patrycja Planik
- Kinga Preis

## R
- Pola Raksa
- Maryla Rodowicz
- Weronika Rosati
- Magdalena Różczka[55]
- Barbara Rylska

## S
- Laura Samojłowicz
- Izabella Scorupco
- Aldona Skirgiełło
- Katarzyna Skrzynecka
- Sasha Strunin
- Danuta Szaflarska
- Grażyna Szapołowska

## T
- Aneta Todorczuk-Perchuć
- Beata Tyszkiewicz

## U
- Jolanta Umecka

## W
- Agnieszka Wagner
- Katarzyna Walter
- Anita Werner
- Agnieszka Więdłocha
- Lucyna Winnicka
- Grażyna Wolszczak
- Iga Wyrwał
- Lidia Wysocka

## Z
- Krystyna Zachwatowicz